# جاكوب في. دبليو. هربرت
جاكوب في. دبليو. هربرت هو سياسي أمريكي، ولد في 25 أبريل 1812، وتوفي في 9 يونيو 1899 في باوند بروك في الولايات المتحدة. نشط حزبياً في الحزب الجمهوري. وقد انتخب عضو جمعية نيوجيرسي العامة ‏.